# 天桥东街街道
天桥东街街道，是中华人民共和国山東省济南市天桥区下辖的一个乡镇级行政单位。

## 行政区划
天桥东街街道下辖以下地区：
天桥东社区和义和社区。